# Nicola Berti
Nicola Berti (Salsomaggiore Terme, Emilia-Romaña, 14 de abril de 1967) es un exfutbolista italiano que jugaba como mediocampista. Participó con su selección en los Mundiales de 1990 y 1994. 

## Trayectoria
A los 17 años de edad, debutó en la temporada 1983-84 en la Serie C1 para ayudar al Parma a subir de categoría a la Serie B. En 1985 es fichado por la Fiorentina en la temporada 85-86 y donde debuta oficialmente en primera división a los 18 años, llegando a jugar un total de 80 partidos y donde anotó 8 goles hasta su partida en 1988. 
Ese año es fichado por un grande de Italia, el Inter de Milán que formó un súper equipo con jugadores de la talla de los alemanes Brehme, Matthäus, luego llegó Klinsmann, además de Zenga, Giuseppe Bergomi, Aldo Serena y el argentino Ramón Díaz, entre otros jugadores de jerarquía y donde Berti se ganó el puesto de titular en el mediocampo, logrando nada menos que el campeonato de la Serie A (Italia) 1988/89. 
Berti fue considerado un jugador fundamental para el Inter desde 1988 hasta 1997, cuando Inter estaba en su mejor momento, ganando la Copa de la UEFA en dos ocasiones en ese período y donde Berti fue fundamental no solo en las dos campañas, sino también en las dos finales; la de Copa de la UEFA 1990-91 donde anotó un gran gol frente a la A.S. Roma en la victoria de local 2-0 y en la Copa de la UEFA 1993-94 donde anotó en la final de visita ante el Casino Salzburgo victoria 1-0. Obtuvo una tercera copa de la UEFA en 1997/98, como integrante del plantel.
En la Serie A, luego del Scudetto del 88/89, dos terceros puestos en 1989-90 y 1990-91 y un 2.º lugar el 1992-93; se fueron en picada en la temporada 93/94 ya con Bergkamp y donde se salvaron por poco de no caer en el descenso con una campaña para el olvido y donde Berti fue acumulando lesiones, recuperándose en la temporada 1994-95 y alternando en la del 1995-96. Massimo Moratti el presidente hizo grandes cambios renovando el 90% del plantel, trayendo jugadores como Ronaldo Nazario, Yuri Djorkaeff, Iván Zamorano, Javier Zanetti y Diego Simeone, el Inter se recuperó notablemente en el 1996-97 con un 2.º puesto, donde Nicola jugó de manera regular y el 1997-98 donde perdió el titularato definitivamente, con un 3.er puesto para los nero-azurros. 
En Inter jugó 229 partidos y anotó 29 goles hasta su partida en 1998.
En la temporada 1998-99 partió a Inglaterra al Tottenham Hotspur. En 1999 recaló en España en el Deportivo Alavés y en 2000 se retiró en el Northern Spirit de Australia a los 33 años.

## Selección de Italia
Disputó la Eurocopa Sub-21 de 1988, donde perdieron en cuartos de final con Francia. Luego jugó para la selección nacional absoluta en la Copa Mundial de 1990 celebrada en Italia y jugó cuatro partidos, 3 de titular y uno entrando desde el banco, incluido la definición del tercer lugar frente a Inglaterra que Italia ganó. Fue titular en la Copa Mundial de 1994 de Estados Unidos, donde jugó todos los partidos. Italia llegó a la final y perdió en penales con Brasil. 
Representó a Italia en 39 ocasiones y anotó tres goles.

### Participaciones en Copas del Mundo
| Mundial              | Sede           | Resultado     |
| -------------------- | -------------- | ------------- |
| Copa Mundial de 1990 | Italia         | Tercer puesto |
| Copa Mundial de 1994 | Estados Unidos | Subcampeón    |

### Participaciones en Eurocopas
| Eurocopa                | Sede          | Resultado        |
| ----------------------- | ------------- | ---------------- |
| Eurocopa Sub-21 de 1988 | Sin sede fija | Cuartos de final |

## Clubes
| Club               | País       | Año       | Part. | Goles |
| ------------------ | ---------- | --------- | ----- | ----- |
| Parma              | Italia     | 1982-1983 | 1     | 0     |
| Parma              | Italia     | 1983-1984 | 0     | 0     |
| Parma              | Italia     | 1984-1985 | 27    | 0     |
| Fiorentina         | Italia     | 1985-1986 | 28    | 3     |
| Fiorentina         | Italia     | 1986-1987 | 27    | 4     |
| Fiorentina         | Italia     | 1987-1988 | 25    | 4     |
| Inter de Milán     | Italia     | 1988-1989 | 32    | 7     |
| Inter de Milán     | Italia     | 1989-1990 | 29    | 5     |
| Inter de Milán     | Italia     | 1990-1991 | 30    | 4     |
| Inter de Milán     | Italia     | 1991-1992 | 30    | 1     |
| Inter de Milán     | Italia     | 1992-1993 | 32    | 4     |
| Inter de Milán     | Italia     | 1993-1994 | 9     | 2     |
| Inter de Milán     | Italia     | 1994-1995 | 30    | 5     |
| Inter de Milán     | Italia     | 1995-1996 | 10    | 0     |
| Inter de Milán     | Italia     | 1996-1997 | 23    | 1     |
| Inter de Milán     | Italia     | 1997-1998 | 4     | 0     |
| Tottenham Hotspur  | Inglaterra | 1997-1998 | 17    | 3     |
| Tottenham Hotspur  | Inglaterra | 1998-1999 | 4     | 0     |
| Alavés             | España     | 1998-1999 | 8     | 1     |
| Northern Spirit FC | Australia  | 1999-2000 | 8     | 0     |
| Total              | Total      | Total     | 374   | 44    |

## Palmarés

### Torneos nacionales
| Título                   | Club              | País       | Año     |
| ------------------------ | ----------------- | ---------- | ------- |
| Lega Pro Prima Divisione | Parma             | Italia     | 1983-84 |
| Serie A                  | Inter de Milán    | Italia     | 1988-89 |
| Supercopa                | Inter de Milán    | Italia     | 1989    |
| Carling Cup              | Tottenham Hotspur | Inglaterra | 1998-99 |

### Torneos internacionales
| Título          | Club           | Sede  | Año     |
| --------------- | -------------- | ----- | ------- |
| Copa de la UEFA | Inter de Milán | Roma  | 1990-91 |
| Copa de la UEFA | Inter de Milán | Milán | 1993-94 |
| Copa de la UEFA | Inter de Milán | París | 1997-98 |